# Grb Občine Beltinci
Grb Občine Beltinci je poznogotsko-ščitni razrezan grb, pri čemer je levo spodnje polje modro in zgodnje desno rumeno. V modrem polju se nahaja rumeni žitni klas, medtem ko se v rumenem polju nahaja modro vodno kolo (simbol mlinov).
Grb se nahaja na sredini zastave občine.